# Lepidiota verna
Lepidiota verna är en skalbaggsart som beskrevs av Britton 1978. Lepidiota verna ingår i släktet Lepidiota och familjen Melolonthidae. Inga underarter finns listade i Catalogue of Life.